# Syndrome de Zellweger
Pour les articles homonymes, voir Zellweger.
 (novembre 2012).
 Mise en garde médicale
Le syndrome de Zellweger est une maladie de la fonction peroxysomale. Le syndrome de Zellweger est la manifestation la plus grave de mutations géniques qui se présentent également dans :
- l'adrénoleucodystrophie néonatale autosomique (en) ;
- la forme infantile de la maladie de Refsum (forme la moins grave).

Ces trois maladies sont donc des manifestations de gravité différentes de mutations géniques des fonctions biologiques peroxysomales.

## Cause
Due à la mutation du gène PEX 1.
Aussi appelée syndrome des peroxysomes vides causant de graves désordres sur le plan neurologique, rénal et hépatique. Cette maladie est très grave, et même létale.

## Biologique
- Dosage des acides gras à très longues chaînes urinaires et sanguins et doit être confirmé par culture de fibroblaste. La biopsie hépatique est parfois nécessaire.

## Mode de transmission
- Transmission autosomique récessive

## Sources
- (fr) Site en français de renseignements sur les maladies rares et les médicaments orphelins
- (en) Online Mendelian Inheritance in Man, OMIM (TM). Johns Hopkins University, Baltimore, MD. MIM Number: 214100
- (en) Online Mendelian Inheritance in Man, OMIM (TM). Johns Hopkins University, Baltimore, MD. MIM Number: 202370
- (en) Online Mendelian Inheritance in Man, OMIM (TM). Johns Hopkins University, Baltimore, MD. MIM Number: 266510
- (en) GeneTests: Medical Genetics Information Resource (database online). Copyright, University of Washington, Seattle. 1993-2005